# The Arrival (Album)
The Arrival ist ein Jazzalbum des Pianisten Richard Wyands. Die Trio-Aufnahmen mit dem Schlagzeuger Leroy Williams und dem Bassisten Lisle Atkinson entstanden am 12. Juni 1992 im Sound on Sound Studio, New York City und erschienen im selben Jahr auf den japanischen Label DIW Records.

## Hintergrund
The Arrival war nach Then, Here and Now (das Richard Wyands 1978 mit Lisle Atkinson und David Lee aufgenommen hatte), erst das zweite Album des damals 64-jährigen Pianisten unter eigenem Namen. In dieser Zeit war er ansonsten als Musiker bei Aufnahmen von Benny Carters All Star Sax Ensemble, André Villeger, Don Sickler, George Kelly, Harold Ashby, Hal Singer, Eric Alexander, Frank Wess und Warren Vaché beschäftigt.
Wyands’ Programm auf dieser Studioproduktion umfasste vor allem selten aufgenommene Standards wie Harold Arlens „A Sleepin’ Bee“ (ein Song von 1954, zu dem Truman Capote den Liedtext geschrieben hatte) und zwei Titel von Richard Rodgers, die Show-Nummer „The Most Beautiful Girl in the World“ von 1935, die er mit Lorenz Hart geschrieben hatte, und „The Sweetest Sounds“, ein Lied aus dem Musical No Strings von 1962. Außerdem interpretierte Wyands Horace Parlans „The Arrival“, Duke Ellingtons „Warm Valley“ und die Titelmelodie aus Sidney Lumets Film Der Pfandleiher (1964), „The Pawnborker“ von Quincy Jones. Die eine Originalkomposition des Pianisten besteht aus einer Blues-Linie.

## Titelliste

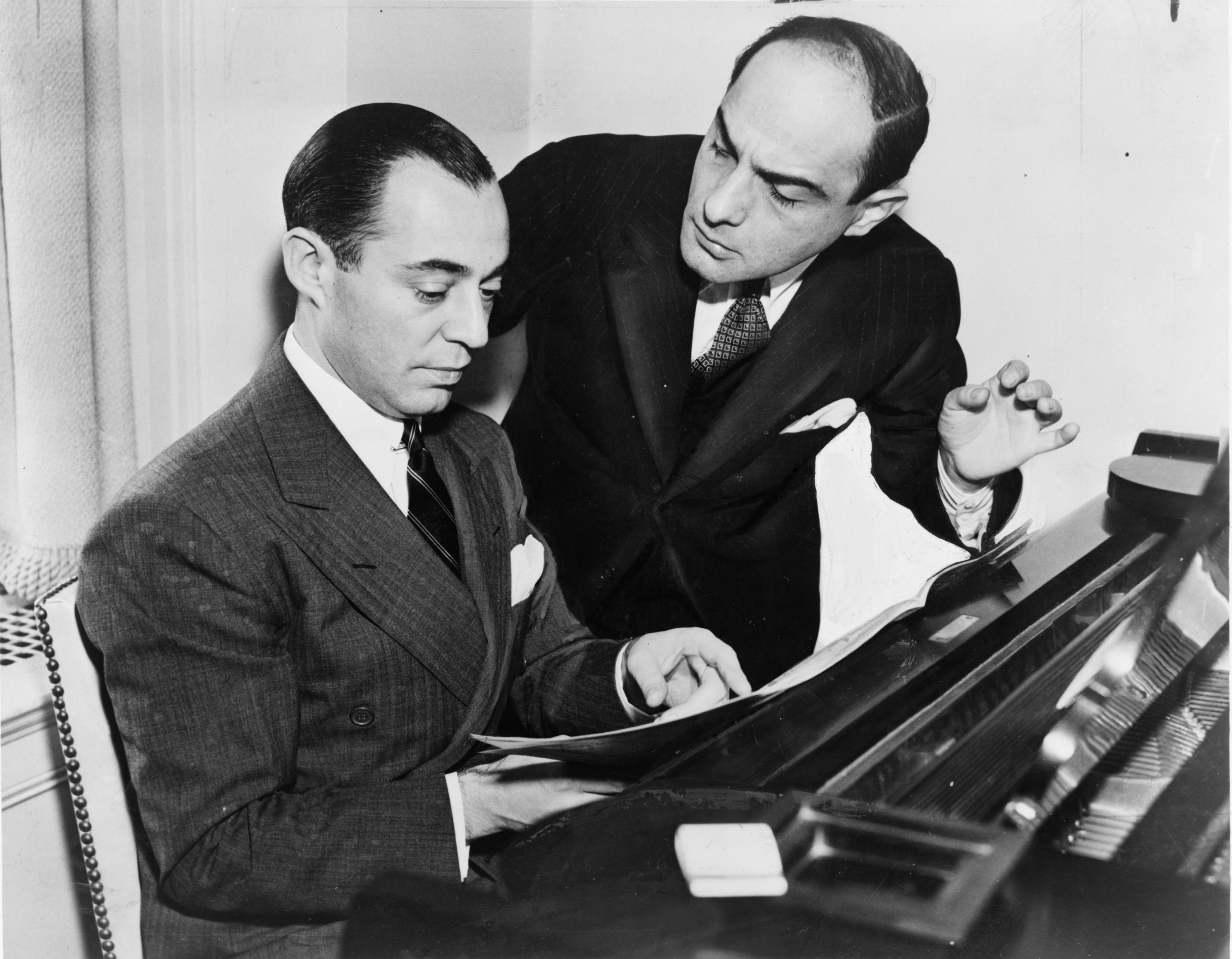
Rodgers (links) und Hart (rechts) (1936)

- Richard Wyands Trio: The Arrival (DIW-611[3])

1. The Most Beautiful Girl (Rodgers und Hart)  6:36
2. The Arrival (Horace Parlan) 5:20
3. Sleeping Bee (Harold Arlen) 6:42
4. The Sweetest Sounds (Richard Rodgers) 4:46
5. Teach Me Tonight (Gene DePaul) 5:44
6. Warm Valley (Duke Ellington) 6:27
7. The Pawnbroker (Quincy Jones) 4:59
8. Dee’s Den (Richard Wyands) 4:59
9. The Juggler (Mickey Bass)  7:06

## Rezeption
Duck Barber lobte in JazzTimes, Wyands sei ein guter Pianist mit einem attraktiven, knackigen Anschlag, dessen Spiel in der Tradition Bud Powells stehe und einen überzeugenden Improvisationsstil verkörpere. Wyands sei einer der oft übersehenen Musiker, die sich nicht mit bahnbrechenden Pfaden befassten, sondern innerhalb der von ihnen gewählten Grenzen mühelos kreativ seien. Wenn er Spielweisen benutze, die mit anderen Pianisten in Verbindung stehen, mache er es auf seine eigene Weise. Seine Trio-Kollegen Lisle Atkinson und Leroy Williams stellten ein unauffällige Unterstützung dar, die jeder Bewegung folgten, ohne auf sich aufmerksam zu machen. Der Autor vergleicht Wyands’ Spielhaltung mit dem von Tommy Flanagan.
Ken Dryden vergab an das Album in Allmusic 3½ (von fünf) Steren und meinte, die Auswahl von Titeln durch Wyands auf diesem Album sei interessant, da er die bekannteren Werke von Richard Rodgers zugunsten einer leicht swingenden Aufnahme von „The Most Beautiful Girl“ und eines treibenden Arrangements von „The Sweetest Sounds“ übergehe. Seine optimistisch wirkende Überarbeitung im Stil lateinamerikanischen Musik von Duke Ellingtons „Warm Valley“ und seine unkomplizierte Interpretation von „The Pawnbroker“ von Quincy Jones seien sehr ansprechend. Sein einziges Original, „Dee’s Den“, ist nach Ansicht des Autors „ziemlich perkussiver Hardbop, der so klingt, als würde er bei einem Live-Date als exzellente Schluss-Act dran sein. Dieser solide Einsatz lohnt sich.“